# Zonosaurus anelanelany
Zonosaurus anelanelany — вид ящірок родини геррозаврових (Gerrhosauridae). Ендемік Мадагаскару.

## Поширення і екологія
Zonosaurus anelanelany мешкають на південному сході острова Мадагаскар, в регіонах Анузі і Аціму-Андрефана. Вони живуть у вологих рівнинних тропічних лісах, трапляються в деградованих лісах. Зустрічаються на висоті до 850 м над рівнем моря.

## Збереження
МСОП класифікує цей вид як вразливий. Zonosaurus anelanelany загрожує знищення природного середовища.